# Доран (Джорджія)
Доран (англ. Doerun) — місто (англ. city) в США, в окрузі Колквіт штату Джорджія. Населення — 738 осіб (2020).

## Географія
Доран розташований за координатами 31°19′22″ пн. ш. 83°55′0″ зх. д. / 31.32278° пн. ш. 83.91667° зх. д. (31.322799, -83.916532).  За даними Бюро перепису населення США в 2010 році місто мало площу 3,28 км², з яких 3,24 км² — суходіл та 0,04 км² — водойми.

## Демографія
Згідно з переписом 2010 року, у місті мешкали 774 особи в 305 домогосподарствах у складі 215 родин. Густота населення становила 236 осіб/км².  Було 368 помешкань (112/км²).
Расовий склад населення:
| - 52,2 % — білих - 44,8 % — чорних або афроамериканців - 0,9 % — азіатів - 0,4 % — корінних американців - 1,6 % — осіб інших рас |

До двох чи більше рас належало 0,1 %. Частка іспаномовних становила 1,7 % від усіх жителів.
За віковим діапазоном населення розподілялося таким чином: 27,1 % — особи молодші 18 років, 55,2 % — особи у віці 18—64 років, 17,7 % — особи у віці 65 років та старші. Медіана віку мешканця становила 37,9 року. На 100 осіб жіночої статі у місті припадало 81,7 чоловіків;  на 100 жінок у віці від 18 років та старших — 75,2 чоловіків також старших 18 років.
Середній дохід на одне домашнє господарство  становив 41 647 доларів США (медіана — 31 250), а середній дохід на одну сім'ю — 48 311 долар (медіана — 39 219). За межею бідності перебувало 34,9 % осіб, у тому числі 60,0 % дітей у віці до 18 років та 24,6 % осіб у віці 65 років та старших.
Цивільне працевлаштоване населення становило 246 осіб. Основні галузі зайнятості: роздрібна торгівля — 22,0 %, освіта, охорона здоров'я та соціальна допомога — 19,5 %, виробництво — 12,2 %, транспорт — 11,0 %.